# Arthur Ramsay (14e comte de Dalhousie)
Pour les articles homonymes, voir Ramsay.
Arthur George Maule Ramsay, 14e comte de Dalhousie (4 septembre 1878 – 23 décembre 1928) appelé « Lord Ramsay » (1880-1887) est un homme politique, militaire et pair britannique.

## Famille
Ramsay est né à Atkinson Hotel, Torquay, Devon, l'aîné des cinq fils de John Ramsay (13e comte de Dalhousie), et de Lady Ida-Louise Bennett, fille de Charles Augustus Bennet (6e comte de Tankerville). Son frère l'hon. Sir Patrick Ramsay (1879-1962) est un haut diplomate, et un autre frère est l'amiral Hon. Sir Alexander Ramsay (1881-1972), un haut officier de la marine royale qui épouse la Princesse Patricia de Connaught.
Lord Ramsay fait ses études au Collège d'Eton et de l'University College, à Oxford. Il devient comte en 1887, à la mort de son père.

## Militaire de carrière
Il est attaché au régiment d'artillerie de milice de Forfar et Kincardine, quand il est nommé sous-lieutenant dans les Scots Guards le 10 février 1900. Après le déclenchement de la seconde guerre des Boers à la fin de 1899, le 2e bataillon de la garde écossaise, part en Afrique du Sud en avril 1900. Il y sert avec le bataillon jusqu'à la fin de la guerre, et est promu lieutenant le 14 décembre 1901. La guerre terminée par la Paix de Vereeniging en juin 1902, il embarque à Durban avec d'autres hommes du 2e bataillon de la garde écossaise sur la SS Michigan à la fin de septembre 1902, et arrive à Southampton à la fin d'octobre, puis le bataillon est en poste à Aldershot.
Plus tard, il combat en tant que capitaine de la Première Guerre mondiale.
Il est juge de Paix pour le Forfarshire, et il est nommé sous Lieutenant du comté en décembre 1901.

## Mariage et descendance

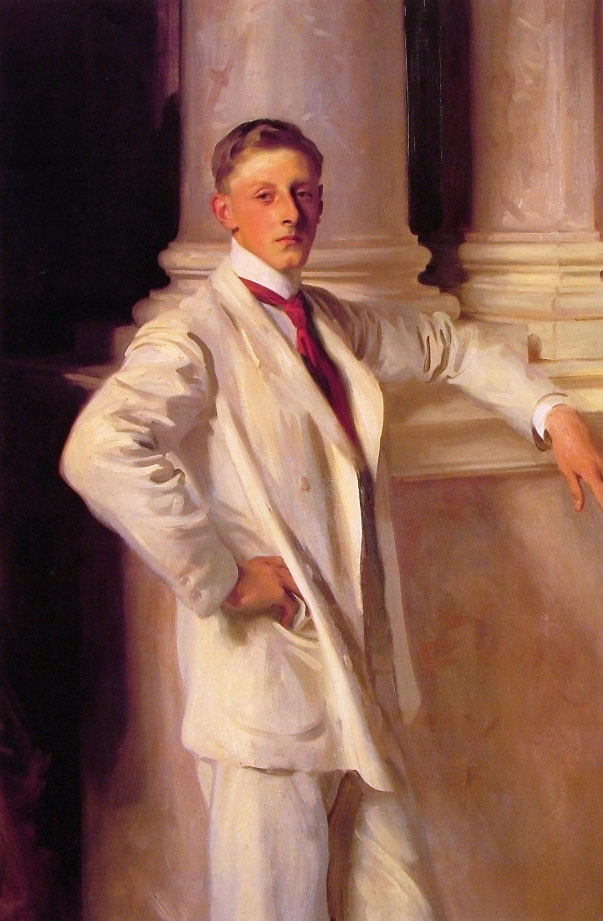
Le comte de Dalhousie, John Singer Sargent, 1900

Il épouse le 14 juillet 1903, Lady Mary Heathcote-Drummond (fille de Gilbert Heathcote-Drummond-Willoughby, 1er comte d'Ancaster). Ils ont quatre enfants:
- John Gilbert Ramsay, 15e comte de Dalhousie (25 juillet 1904-3 mai 1950)
- Lady Ida Marie Ramsay (29 janvier 1906) elle épouse le major-général Sir George Frederick Johnson le 4 janvier 1938. Ils ont trois enfants:
  - Sheena Margaret Johnson (28 décembre 1938)
  - Peter David Johnson (12 juin 1940)
  - Robert George Johnson (23 septembre 1946)
- Lady Jean Maule Ramsay (16 avril 1909-16 janvier 1997), elle épouse le lt-Col. David McNeil Campbell Rose, fils du brigadier-général John Latham Rose le 28 avril 1945. Ils ont deux enfants:
  - Hugh Ramsay Rose (4 juillet 1946) il a épousé Flore Campbell Adamson, le 5 mars 1977.
  - Marie Janet Rose (22 avril 1948), elle épousa le major Anthony James Herbert Davies en 1976.
- Simon Ramsay (16e comte de Dalhousie) (17 octobre 1917-15 juillet 1999), il épouse Margaret Stirling, le 26 juin 1940. Ils ont cinq enfants.